# Nyalam
Nyalam lub Nielamu (tyb. གཉའ་ལམ་རྫོང, Wylie: gnya' lam rdzong, ZWPY: Nyalam Zong; chiń. upr. 聂拉木县; pinyin Nièlāmù Xiàn) – powiat we południowej części Tybetańskiego Regionu Autonomicznego, w prefekturze Xigazê. W 1999 roku powiat liczył 14 073 mieszkańców.

Nyalam
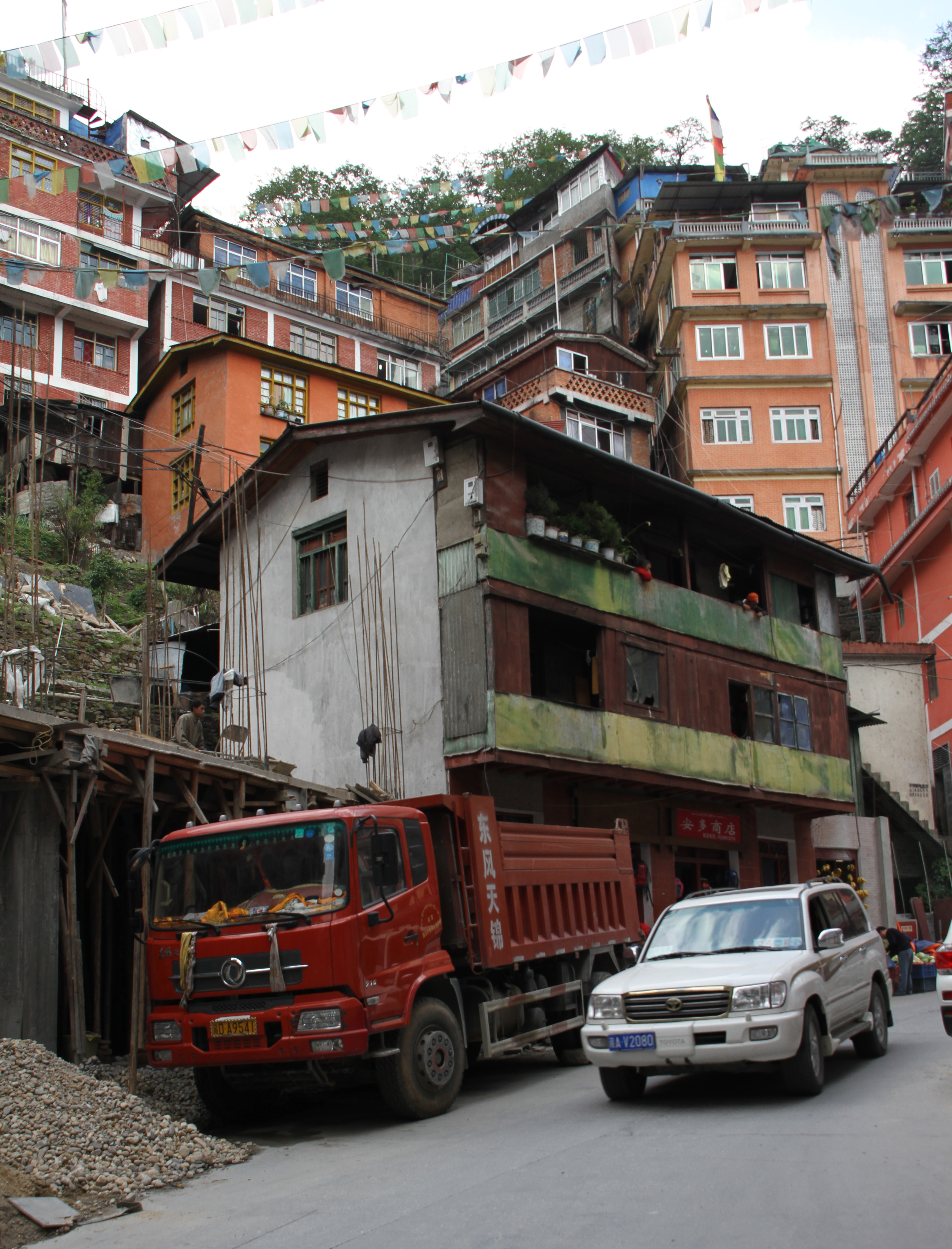
Zhangmu
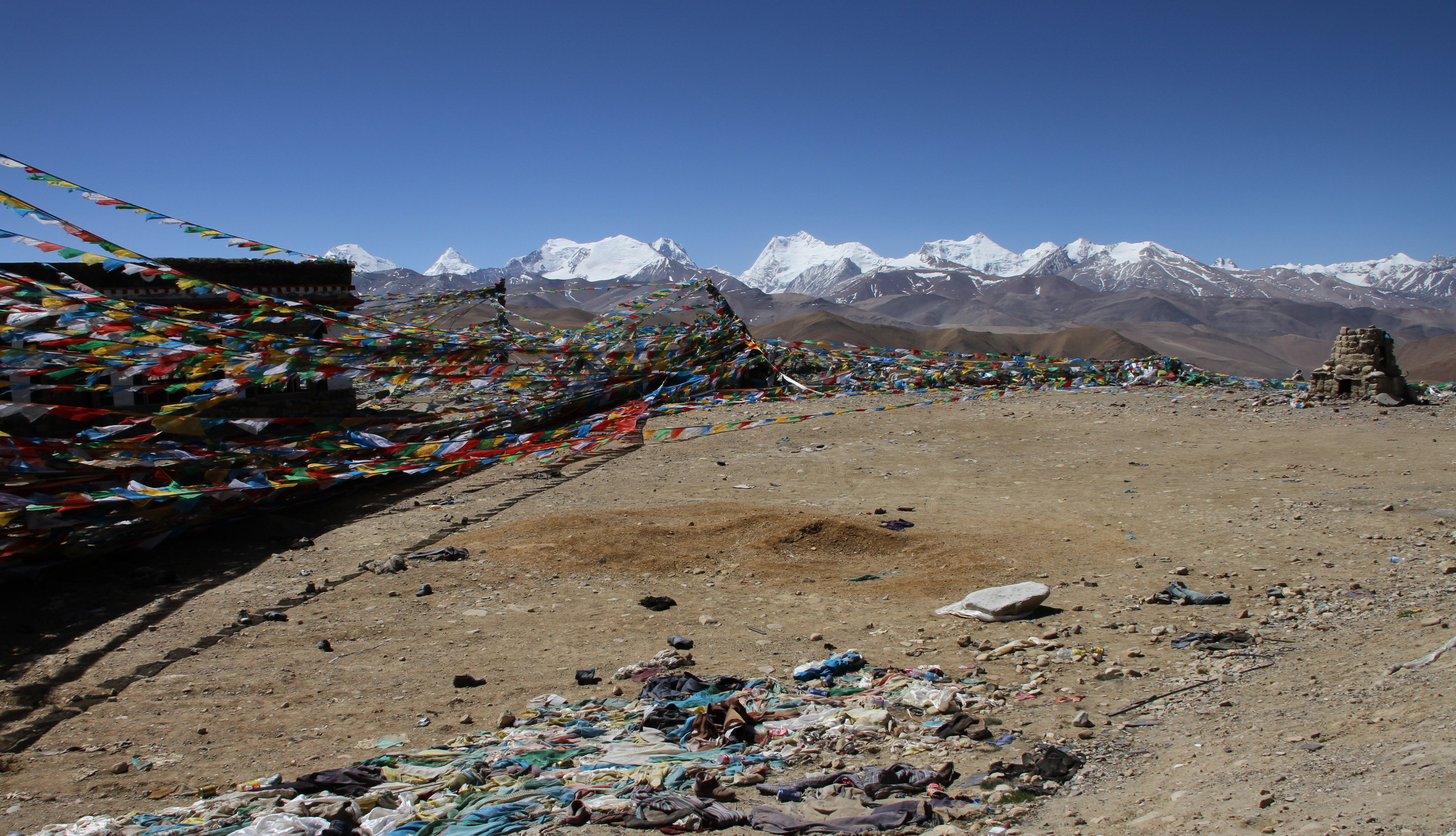
Lalung La
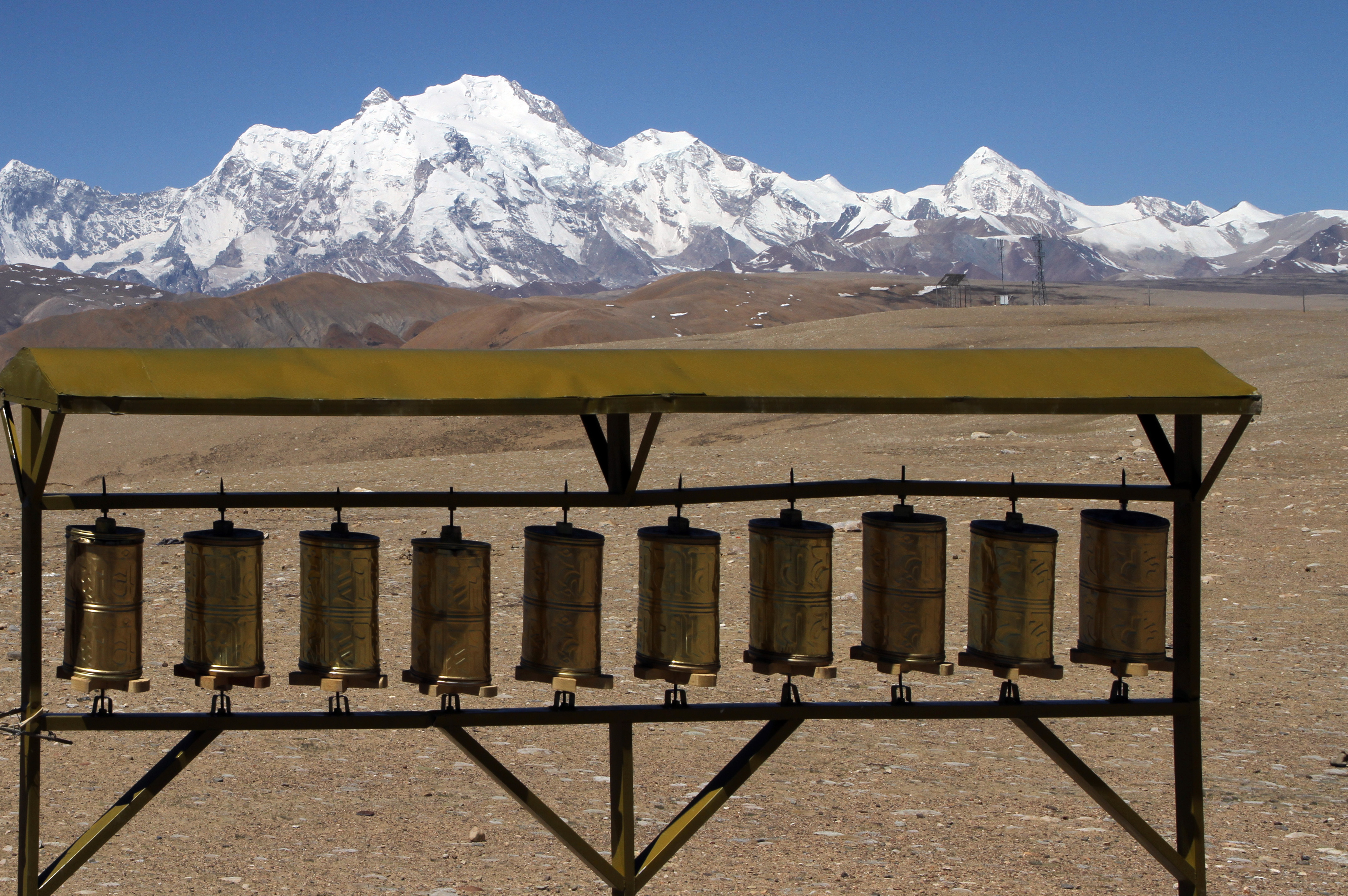
Lalung La
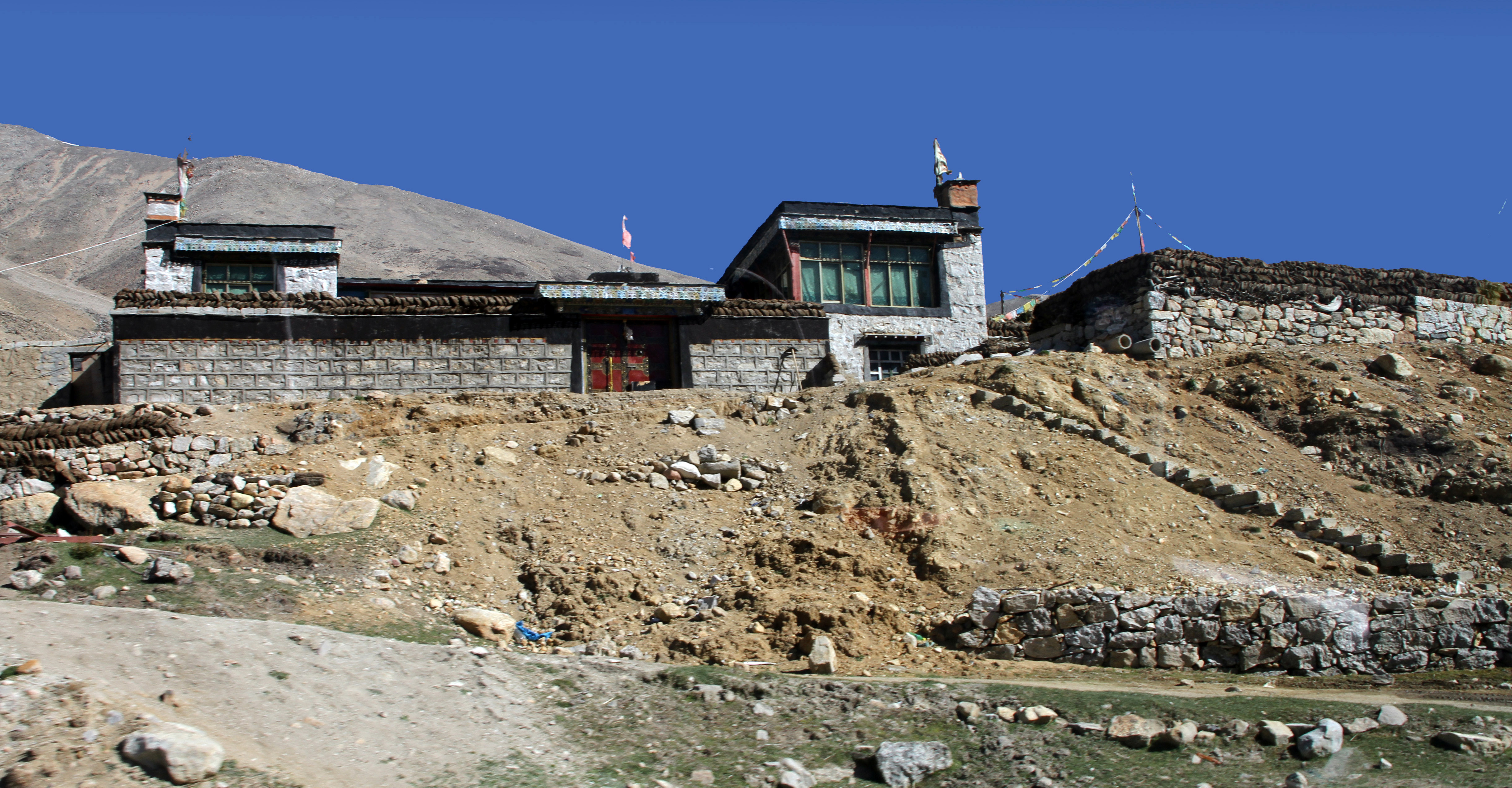
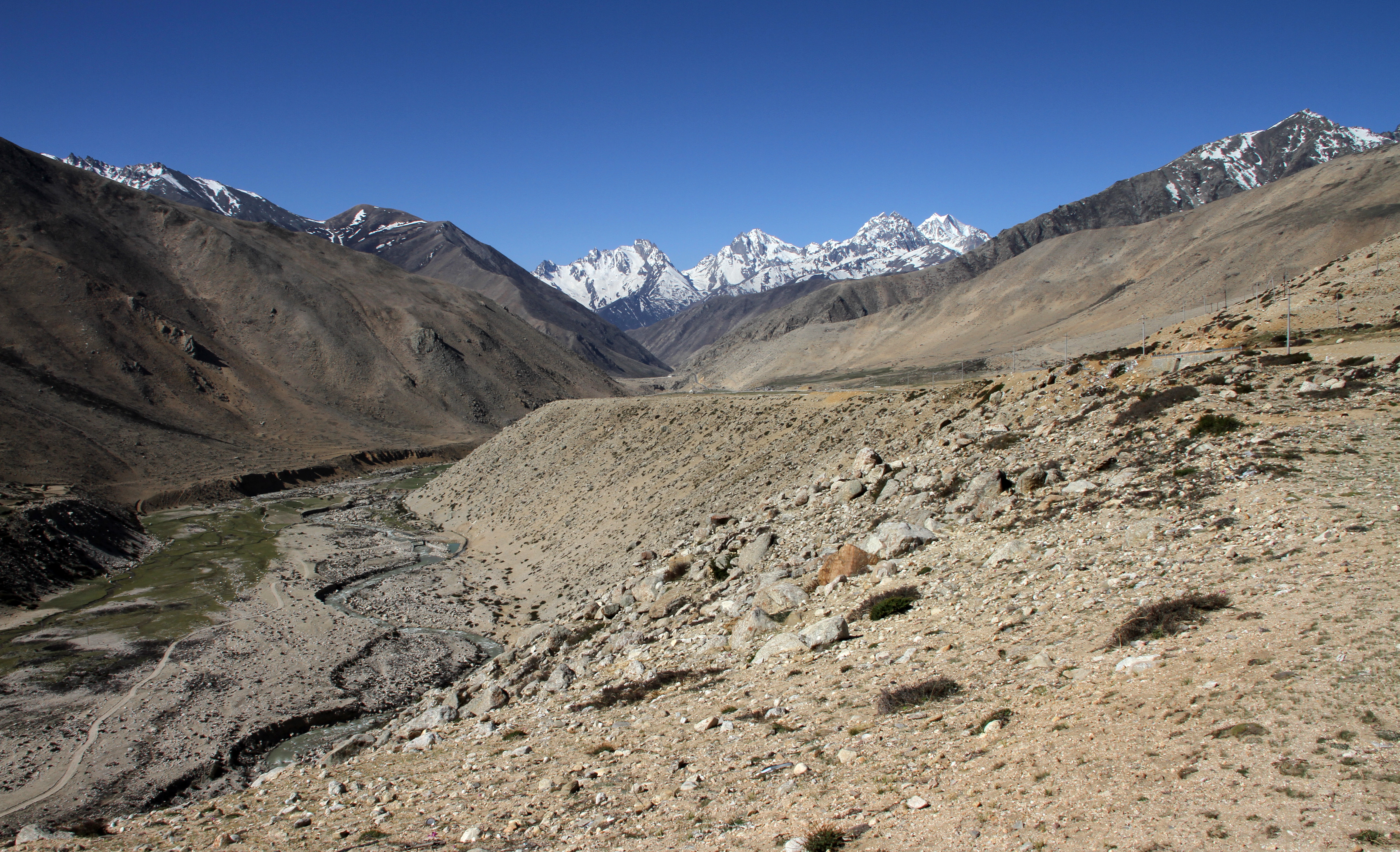